# Voznesens'k
Voznesens'k (in ucraino Вознесенськ?; in russo Вознесенск?, Voznesensk) è una città ucraina (33 442 abitanti) nel distretto di Voznesens'k nell'oblast' di Mykolaïv. Ospita l'amministrazione del distretto di Voznesens'k e della comunità territoriale di Voznesens'k, una delle comunità territoriali dell'Ucraina.
Fino al 18 luglio 2020 Voznesens'k costituiva una città di rilevanza regionale e fungeva da centro amministrativo del distretto di Voznesens'k, sebbene non appartenesse al distretto. Come parte della riforma amministrativa dell'Ucraina, che ridusse a quattro il numero di distretti dell'oblast' di Mykolaïv, la città fu integrata nel distretto di Voznesens'k.
La città fu fondata da Caterina II nel 1790 sul sito di un insediamento preesistente di cosacchi. Il progetto fu abbandonato poco dopo la morte di Caterina nel 1796, ma nonostante la brevità di questo periodo di sviluppo accelerato, Voznesens'k riuscì ad attirare un numero significativo di nuovi abitanti e cementò la sua posizione come uno dei centri di commercio nell'Ucraina meridionale.